# H. 존 벤저민
H. 존 벤저민(H. Jon Benjamin, 1966년 5월 23일 ~ )은 미국의 배우이다.

## 출연 작품
- 크리에이티브 컨트롤 (2015)
- 마스터 오브 제로 시즌 1 (2015)
- 웻 핫 아메리칸 썸머 : 퍼스트 데이 오브 캠프 (2015)
- 존 벤자민 하스 어 반 (2011)
- 밥스 버거스 (2011)
- 팍스 앤 레크리에이션 시즌2 (2009)
- 아처 (2009)
- 더 텐 (2007)
- 레스큐 미 시즌1 (2004)
- 뉴욕 미니트 (2004)
- 벤처 브라더스 (2003)
- 마틴 & 오로프 (2002)
- 섹스 아카데미 (2001)
- 웻 핫 아메리칸 썸머 (2001)
- 아쿠아 틴 헝거 포스 - 시리즈 (2000)
- 쇼킹 패밀리 (1999)
- 넥스트 스톱 원더랜드 (1998)